# Auxilium
Durante la época medieval recibía el nombre de auxilium (del latín) la prestación de ayuda que un vasallo debía a su señor feudal, que generalmente era un servicio militar. Podía consistir, por ejemplo, en participar en la hueste señorial, o en una escolta, o realizar vigías desde un punto de observación, etc. En algunos casos concretos podía consistir simplemente en una ayuda al señor en dinero.
En la Cataluña el siglo XI se formalizan los diversos tipos de auxilio, pero durante el siglo XII se fueron sustituyendo de manera generalizada para pagos en dinero.